# Associazione Calcio Perugia 1975-1976
Questa voce raccoglie le informazioni riguardanti l'Associazione Calcio Perugia nelle competizioni ufficiali della stagione 1975-1976.

## Stagione

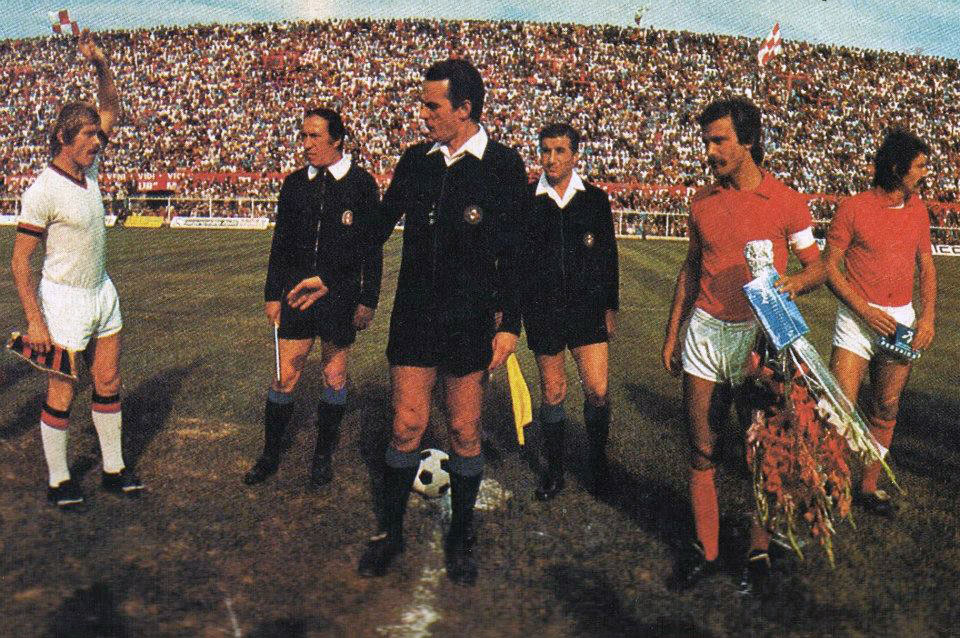
Il rossonero Benetti, l'arbitro Gonella e il capitano biancorosso Baiardo prima di Perugia-Milan (0-0) del 5 ottobre 1975, esordio assoluto dei grifoni in Serie A dopo settant'anni.

Il neopromosso Perugia, nel nuovo impianto del Comunale di Pian di Massiano, affronta il primo campionato di Serie A della sua storia, mantenendo buona parte degli uomini della stagione precedente.
L'intelaiatura della squadra titolare biancorossa fa ancora affidamento, tra i punti fermi, il libero Pierluigi Frosio ma anche i centrocampisti Renato Curi, e Franco Vannini, e gli attaccanti Paolo Sollier e Mario Scarpa; tra i nuovi innesti si segnalano un giovane promettente come Walter Novellino, messosi in luce l'anno prima in Serie C nell'Empoli, e un uomo d'esperienza come Aldo Agroppi, già bandiera del Torino.
Guidati dal confermato Ilario Castagner in panchina, i biancorossi ben figurano nella loro prima apparizione in massima serie, emergendo come una delle sorprese del campionato e concludendo la stagione con un inaspettato ottavo posto in classifica.

Il decisivo 1-0 di Curi alla Juventus nell'ultimo turno di campionato

I grifoni si ritrovano persino "arbitri" nella lotta-scudetto: la vittoria interna contro la Juventus nell'ultima giornata si rivela infatti decisiva nel tagliare fuori i bianconeri dalla corsa al titolo, e nel consegnare il campionato nelle mani dei rivali del Torino.
In campo continentale, l'annata fa registrare inoltre lo storico esordio del Perugia nelle competizioni europee, pur se l'avventura in Coppa Mitropa non va oltre la fase a gironi, con gli italiani eliminati dagli austriaci dell'Austria Vienna e dagli slavi del Velež Mostar.

## Divise
| Casa | Trasferta |

## Organigramma societario
Area direttiva
- Presidente: Franco D'Attoma
- Segretario: Sandro Caporali

Area tecnica
- Direttore sportivo: Silvano Ramaccioni
- Allenatore: Ilario Castagner
- Allenatore in seconda: Giampiero Molinari

Area sanitaria
- Medici sociali: Mario Tomassini
- Massaggiatore: Bruno Palomba

## Rosa
| N. |                   | Ruolo | Calciatore               |
| -- | ----------------- | ----- | ------------------------ |
|    | Italia (bandiera) | P     | Nello Malizia            |
|    | Italia (bandiera) | P     | Roberto Marconcini       |
|    | Italia (bandiera) | P     | Rossano Pinti            |
|    | Italia (bandiera) | D     | Bruno Baiardo (capitano) |
|    | Italia (bandiera) | D     | Fabrizio Berni           |
|    | Italia (bandiera) | D     | Pierluigi Frosio         |
|    | Italia (bandiera) | D     | Enrico Lanzi             |
|    | Italia (bandiera) | D     | Michele Nappi            |
|    | Italia (bandiera) | D     | Giancarlo Raffaeli       |
|    | Italia (bandiera) | C     | Mauro Amenta             |

| N. |                   | Ruolo | Calciatore         |
| -- | ----------------- | ----- | ------------------ |
|    | Italia (bandiera) | C     | Aldo Agroppi       |
|    | Italia (bandiera) | C     | Renato Curi        |
|    | Italia (bandiera) | C     | Giuseppe Picella   |
|    | Italia (bandiera) | C     | Paolo Sollier      |
|    | Italia (bandiera) | C     | Franco Vannini     |
|    | Italia (bandiera) | A     | Roberto Ciccotelli |
|    | Italia (bandiera) | A     | Maurizio Marchei   |
|    | Italia (bandiera) | A     | Walter Novellino   |
|    | Italia (bandiera) | A     | Sergio Pellizzaro  |
|    | Italia (bandiera) | A     | Mario Scarpa       |

## Risultati

### Serie A

#### Girone di andata
| Perugia 5 ottobre 1975 1ª giornata | Perugia          | 0 – 0 | Milan | Stadio Comunale di Pian di Massiano\| Arbitro: \| Gonella (Torino) \| |
| Arbitro:                           | Gonella (Torino) |       |       |                                                                       |

| Arbitro: | Gussoni (Tradate) |

|                         |           |  |
| P. Pulici 26’, 47’, 73’ | Marcatori |  |

| Arbitro: | Michelotti (Parma) |

|                               |           |  |
| Vannini 53’ S. Pellizzaro 78’ | Marcatori |  |

| Arbitro: | Serafino (Roma) |

|                                        |           |                          |
| Raffaeli 45’ (aut.) Bresciani 63’, 76’ | Marcatori | 16’ (aut.) Della Martira |

| Arbitro: | Trinchieri (Reggio Emilia) |

|                           |           |  |
| Vannini 11’ M. Scarpa 90’ | Marcatori |  |

| Arbitro: | Mascali (Desenzano del Garda) |

|                                        |           |               |
| Nappi 30’ (aut.) Frustalupi 66’ (rig.) | Marcatori | 58’ M. Scarpa |

| Cagliari 30 novembre 1975 7ª giornata | Cagliari            | 0 – 0 | Perugia | Stadio Sant'Elia\| Arbitro: \| Panzino (Catanzaro) \| |
| Arbitro:                              | Panzino (Catanzaro) |       |         |                                                       |

| Arbitro: | R. Lattanzi (Roma) |

|           |           |  |
| Nappi 47’ | Marcatori |  |

| Arbitro: | R. Lo Bello (Siracusa) |

|            |           |               |
| Chiodi 26’ | Marcatori | 80’ M. Scarpa |

| Arbitro: | Levrero (Genova) |

|  |           |             |
|  | Marcatori | 88’ Cordova |

| Perugia 4 gennaio 1976 11ª giornata | Perugia          | 0 – 0 | Sampdoria | Stadio Comunale di Pian di Massiano\| Arbitro: \| Gonella (Torino) \| |
| Arbitro:                            | Gonella (Torino) |       |           |                                                                       |

| Arbitro: | Lazzaroni (Milano) |

|             |           |                           |
| Zandoli 38’ | Marcatori | 79’ Vannini 89’ Novellino |

| Arbitro: | Prati (Parma) |

|                          |           |                           |
| S. Mazzola 4’ Pavone 37’ | Marcatori | 18’ Agroppi 84’ M. Scarpa |

| Arbitro: | Menicucci (Firenze) |

|                           |           |                      |
| M. Scarpa 68’ Marchei 85’ | Marcatori | 4’ Massa 16’ Braglia |

| Arbitro: | Barbaresco (Cormons) |

|             |           |  |
| Damiani 60’ | Marcatori |  |

#### Girone di ritorno
| Milano 9 febbraio 1976 16ª giornata | Milan             | 0 – 0 | Perugia | Stadio San Siro\| Arbitro: \| Barboni (Firenze) \| |
| Arbitro:                            | Barboni (Firenze) |       |         |                                                    |

| Arbitro: | Michelotti (Parma) |

|                        |           |               |
| Curi 27’ M. Scarpa 61’ | Marcatori | 20’ P. Pulici |

| Arbitro: | Menicucci (Firenze) |

|                      |           |  |
| Chinaglia 31’ (rig.) | Marcatori |  |

| Arbitro: | Benedetti (Roma) |

|                           |           |               |
| Novellino 31’ Marchei 86’ | Marcatori | 87’ Antognoni |

| Como 7 marzo 1976 20ª giornata | Como                   | 0 – 0 | Perugia | Stadio Giuseppe Sinigaglia\| Arbitro: \| R. Lo Bello (Siracusa) \| |
| Arbitro:                       | R. Lo Bello (Siracusa) |       |         |                                                                    |

| Arbitro: | Frasso (Capua) |

|          |           |  |
| Curi 11’ | Marcatori |  |

| Arbitro: | Pieri (Genova) |

|                                                  |           |            |
| Niccolai 11’ (aut.) Vannini 58’ Marchei 74’, 80’ | Marcatori | 32’ Virdis |

| Arbitro: | Lazzaroni (Milano) |

|                             |           |               |
| Maddè 14’ Mascetti 54’, 79’ | Marcatori | 2’ Ciccotelli |

| Arbitro: | R. Lattanzi (Roma) |

|             |           |           |
| Vannini 45’ | Marcatori | 78’ Nanni |

| Arbitro: | Schena (Foggia) |

|                    |           |                                 |
| Cordova 26’ (rig.) | Marcatori | 3’ (aut.) Santarini 54’ Agroppi |

| Arbitro: | Michelotti (Parma) |

|                                          |           |                |
| Saltutti 31’, 85’ Magistrelli 64’ (rig.) | Marcatori | 57’ Ciccotelli |

| Arbitro: | Gussoni (Tradate) |

|             |           |             |
| Baiardo 44’ | Marcatori | 70’ Zandoli |

| Arbitro: | Lops (Torino) |

|                |           |            |
| Ciccotelli 51’ | Marcatori | 35’ Fedele |

| Arbitro: | Mascia (Milano) |

|                                                            |           |  |
| Esposito 42’ G. Savoldi 45’ (rig.) Massa 49’ Vavassori 51’ | Marcatori |  |

| Arbitro: | Menegali (Roma) |

|          |           |  |
| Curi 55’ | Marcatori |  |

### Coppa Italia

#### Primo turno
| Arbitro: | Moretto (San Donà di Piave) |

|                                      |           |               |
| Bigon 18’ E. Calloni 53’, 74’ (rig.) | Marcatori | 59’ M. Scarpa |

| Arbitro: | Sancini (Bologna) |

|                                |           |  |
| M. Scarpa 33’, 52’ Vannini 54’ | Marcatori |  |

| Arbitro: | Menegali (Roma) |

|             |           |               |
| Pezzato 30’ | Marcatori | 90’ M. Scarpa |

| Perugia 21 settembre 1975 5ª giornata | Perugia                | 0 – 0 | Brindisi | Stadio Comunale di Pian di Massiano\| Arbitro: \| R. Lo Bello (Siracusa) \| |
| Arbitro:                              | R. Lo Bello (Siracusa) |       |          |                                                                             |

### Coppa Mitropa

#### Fase a gironi
| Arbitro: | Tartaj |

|             |           |                             |
| Pirkner 84’ | Marcatori | 50’ Novellino 67’ M. Scarpa |

| Arbitro: | Poucek |

|                               |           |                                                      |
| Amenta 53’ (rig.) Marchei 58’ | Marcatori | 7’ Vukoje 58’ (rig.) Halilodžić 73’ Ledic 76’ Vladić |

| Arbitro: | Kmec |

|             |           |                      |
| Marchei 89’ | Marcatori | 52’ Pöll 73’ Morales |

| Mostar 28 aprile 1976 4ª giornata | Velež Mostar | 0 – 0 | Perugia | Bijeli Brijeg Stadion\| Arbitro: \| Müncz \| |
| Arbitro:                          | Müncz        |       |         |                                              |

## Statistiche

### Statistiche di squadra
| Competizione  | Punti | In casa | In casa | In casa | In casa | In casa | In casa | In trasferta | In trasferta | In trasferta | In trasferta | In trasferta | In trasferta | Totale | Totale | Totale | Totale | Totale | Totale | DR |
| Competizione  | Punti | G       | V       | N       | P       | Gf      | Gs      | G            | V            | N            | P            | Gf           | Gs           | G      | V      | N      | P      | Gf     | Gs     | DR |
| ------------- | ----- | ------- | ------- | ------- | ------- | ------- | ------- | ------------ | ------------ | ------------ | ------------ | ------------ | ------------ | ------ | ------ | ------ | ------ | ------ | ------ | -- |
| Serie A       | 31    | 15      | 8       | 6       | 1       | 20      | 9       | 15           | 2            | 5            | 8            | 11           | 25           | 30     | 10     | 11     | 9      | 31     | 34     | -3 |
| Coppa Italia  | -     | 2       | 1       | 1       | 0       | 3       | 0       | 2            | 0            | 1            | 1            | 2            | 4            | 4      | 1      | 2      | 1      | 5      | 4      | +1 |
| Coppa Mitropa | -     | 2       | 0       | 0       | 2       | 3       | 6       | 2            | 1            | 1            | 0            | 2            | 1            | 4      | 1      | 1      | 2      | 5      | 7      | -2 |
| Totale        | -     | 19      | 9       | 7       | 3       | 26      | 15      | 19           | 3            | 7            | 9            | 15           | 30           | 38     | 12     | 14     | 12     | 41     | 45     | -4 |

### Statistiche dei giocatori
| Giocatore     | Serie A  | Serie A |
| Giocatore     | Presenze | Reti    |
| ------------- | -------- | ------- |
| A. Agroppi    | 21       | 2       |
| M. Amenta     | 16       | 0       |
| B. Baiardo    | 24       | 1       |
| F. Berni      | 27       | 0       |
| R. Ciccotelli | 13       | 3       |
| R. Curi       | 25       | 3       |
| P. Frosio     | 29       | 0       |
| E. Lanzi      | 6        | 0       |
| N. Malizia    | 2        | 0       |
| M. Marchei    | 9        | 4       |
| R. Marconcini | 28       | 0       |
| M. Nappi      | 19       | 1       |
| W. Novellino  | 29       | 2       |
| S. Pellizzaro | 9        | 1       |
| G. Picella    | 5        | 0       |
| G. Raffaeli   | 21       | 0       |
| M. Scarpa     | 24       | 6       |
| P. Sollier    | 21       | 0       |
| F. Vannini    | 27       | 5       |